# Friedrich Glasls konflikttrappe
Friedrich Glasls konflikttrappe er en model, der beskriver forskellige niveauer af intensitet i konflikter, hvorfra konflikten kan både "optrappes" og "nedtrappes". Den er formuleret af den østrigske økonom Friedrich Glasl.
I konflikttrappen starter parterne på toppen og træder ned i afgrunden sammen, når konflikten eskaleres.
1. Uenighed
2. Debat: Forsøg på at overbevise modparten
3. Handling i stedet for ord, sympati for "dem" forsvinder
4. Koalitioner: Find nye parter, der vil bidrage til at afvise modparten, sejr er vigtigere end selve sagen
5. Tab af ansigt: Tab af moralsk troværdighed
6. Trusselsstrategier: Hvis ikke du gør dette, gør jeg dette modtræk, hvilket jeg understreger ved at fremvise midlet til det
7. Begrænset ødelæggelse
8. Total destruktion af modparten
9. Sammen ned i afgrunden: Egen destruktion accepteres for at opnå modpartens destruktion